# Asemospiza
Genre
Asemospiza est un genre d’oiseaux de la famille des Thraupidae.

## Liste des espèces
Selon la classification de référence du Congrès ornithologique international (24 août 2023) :
- Asemospiza fuliginosa (Wied-Neuwied, 1830) - Cici fuligineux
- Asemospiza obscura (d'Orbigny & Lafresnaye, 1837) - Cici obscur

## Galerie

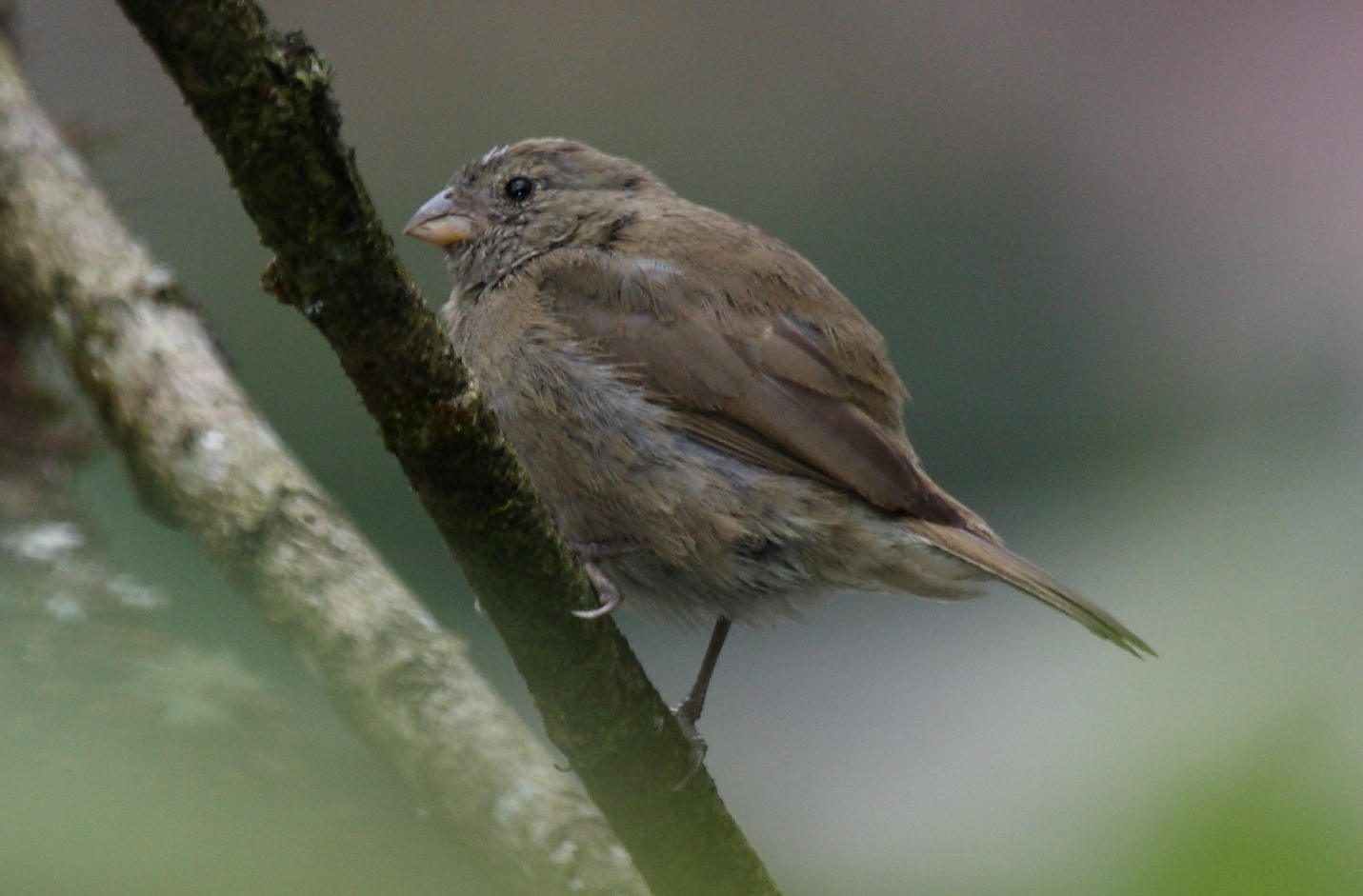
Cici obscur.

## Systématique
Le nom valide complet (avec auteur) de ce taxon est Asemospiza K.J. Burns (d), Unitt (d) & N.A Mason (d), 2016,.

## Étymologie
Le nom générique, Asemospiza, se compose du grec ancien ἄσημος, ásimos, « discret », en référence au plumage terne et non rayé, et de spiza, suffixe couramment employé pour les oiseaux ressemblant à des Fringillidae.

## Publication originale
- (en) Kevin J. Burns, Philip Unitt et Nicholas A. Mason, « A genus-level classification of the family Thraupidae (Class Aves: Order Passeriformes) », Zootaxa, Magnolia Press (d), vol. 4088, no 3,‎ 9 mars 2016, p. 329–354 (ISSN 1175-5334 et 1175-5326, OCLC 49030618, PMID 27394344, DOI 10.11646/ZOOTAXA.4088.3.2, lire en ligne).